# Hexagontal

De fyra första hexagontalen. Talet är det totala antalet cirklar i respektive figur.

Hexagontal, även hexagonala tal, är en sorts figurtal. Det n:te hexagontalet är antalet punkter belägna i en hexagon med n regelbundet uppdelade punkter i en sida.
De första hexagontalen är:
1, 6, 15, 28, 45, 66, 91, 120, 153, 190, 231, 276, 325, 378, 435, 496, 561, 630, 703, 780, 861, 946, ...

## Formler
En formel för det n:te hexagontalet:
{\displaystyle h_{n}=2n^{2}-n=n(2n-1).\,\!}
Summaformel för hexagontal:
{\displaystyle h_{n}=\sum _{k=0}^{n-1}(4k+1)=2n^{2}-n}

### Test för hexagonala tal
För att avgöra om ett tal är hexagonalt kan n beräknas som
{\displaystyle n={\frac {{\sqrt {8x+1}}+1}{4}}}
och om n är ett heltal så är talet x det n:te hexagontalet.

## Egenskaper
- Alla hexagonala tal är triangeltal men endast vartannat triangeltal är hexagonalt.

- Hexagontal kan endast vara kongruenta med 0, 1, 3 eller 6 modulo 9.

- Varje känt perfekt tal är hexagonalt som ges av formeln nedan:

{\displaystyle M_{p}2^{p-1}=M_{p}(M_{p}+1)/2=h_{(M_{p}+1)/2}=h_{2^{p-1}}.}
Där Mp är ett Mersenneprimtal. Det finns inte något känt udda perfekta tal, och alla jämna perfekta tal uppkommer på ovanstående sätt från Mersenneprimtal, därför är alla kända perfekta tal hexagonala.
- Summan av hexagontalens reciproker ges av

{\displaystyle \sum _{k=1}^{\infty }{h_{k}}^{-1}=\sum _{k=1}^{\infty }{\frac {1}{2\cdot k^{2}-k}}=2\ln {(2)}.}